# دن

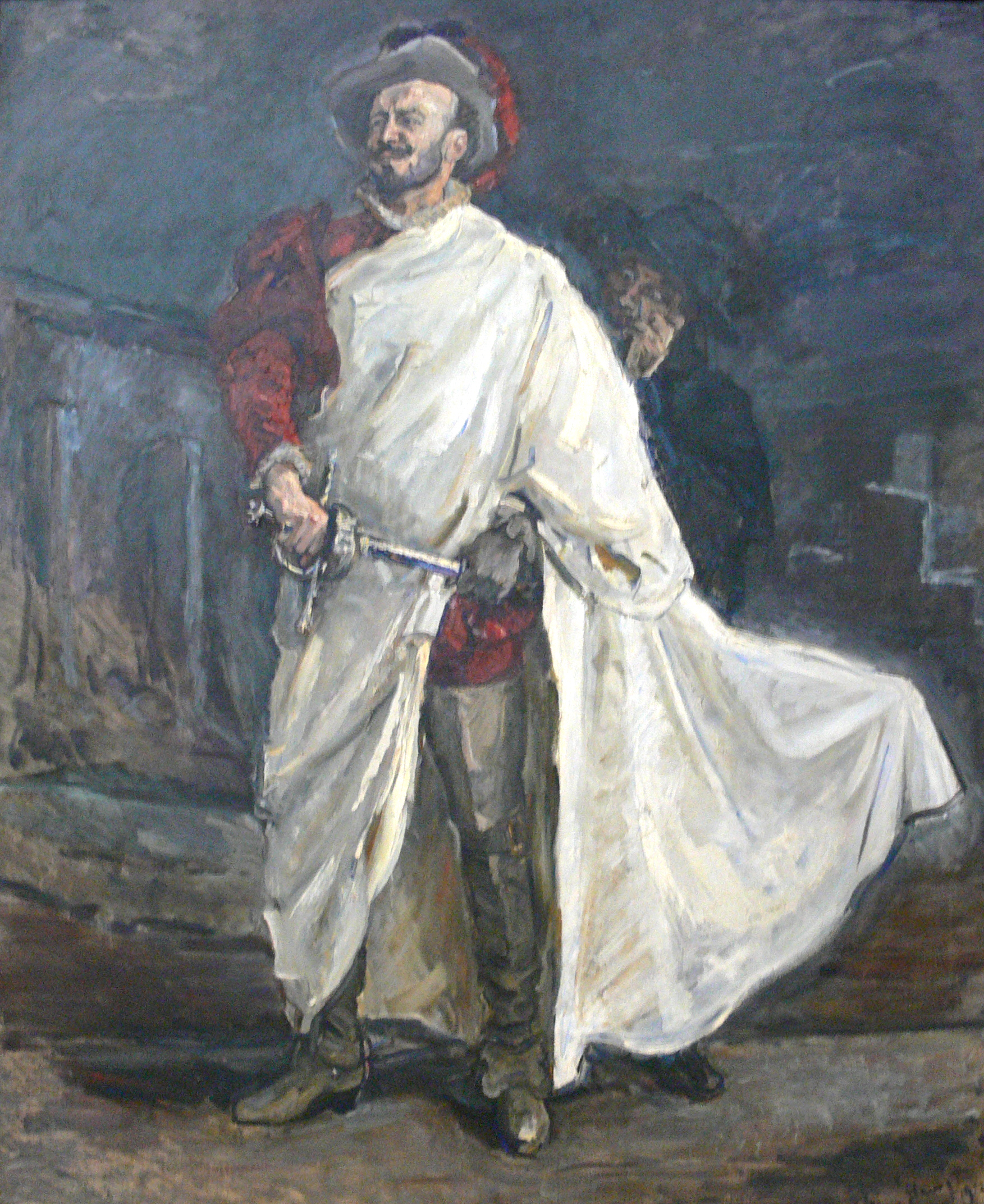
اثرهنری مکس اسلیوگت که درآن دُن جیووانی به تصویر کشیده شده است

دُن (به اسپانیایی: Don) یکی از لقب‌های افتخاری برای بزرگان و اشراف است که در اسپانیا، ایتالیا، پرتغال و فیلیپین استفاده می‌شود.
این واژه برای دانشجویان و معلمان یک دبیرستان یا دانشگاه، به‌ویژه دانشگاه‌های کالج سنتی مانند آکسفورد و کمبریج در انگلستان نیز استفاده می‌شد.